# 검단신도시
검단신도시(黔丹新都市)는 인천광역시 서구 검단 지역에 건설 중인 신도시이다. 검단신도시가 건설되면 마전동과 불로동, 당하-원당동 등 여러 가지 시가지가 따로 떨어져 있는 검단지역과 김포시 본시가지가 하나의 시가지로 연담도시화된다.

## 교통
인천 도시철도 2호선이나 계양역, 검암역, 김포 도시철도 등의 노선들은 시내버스 환승을 통해 이용할 수 있다. 인천 도시철도 1호선 연장 구간은 2020년 11월 11일에 착공했으며, 2025년 6월 개통 예정이다. 현재 인천 도시철도 2호선 검단 지선 신설 계획이 검토 중이다. 도로 교통으로는 검단-경명로 간 도로가 건설 중이며, 이 도로를 거쳐 검단 나들목을 통해 인천국제공항고속도로와 접촉할 예정이고, 원당대로를 거쳐 장제로 및 풍무로, 드림로 등과도 이어준다.

## 교육
중앙대학교 인천 캠퍼스 건설 계획이 있었지만 백지화되었다.
초등학교
- 인천아라초등학교
- 인천해든초등학교
- 인천아람초등학교
- 인천한별초등학교
- 인천이음초등학교

중학교
- 인천아라중학교
- 인천이음중학교
- 원당중학교

고등학교
- 인천원당고등학교
- 인천아라고등학교
- 인천이음고등학교

특수학교
- 인천서희학교

## 특화구역
검단신도시의 특화구역에는 넥스트콤플렉스, 스마트위드업, 커낼 콤플렉스, 휴먼 에너지타운, 워라밸 빌리지 등이 있다.

## 논란
- 검단 신도시 내에 초고층 아파트[1] 단지 신축 공사를 중지하려는 행정법원에서 가처분 신청을 기각했으며, 문화재청에 문화재보호법 위반을 근거로 필요 없이, 건설 시공사 측에서 유감을 전하고, 아파트 공사가 강행될 수 있다는 후속 논의를 철거가 불가피하다.[2][3]

- 2023년, GS건설을 주축으로 한 건설 컨소시엄의 LH 공공 분양 아파트 건설 과정에서 지하 주차장 붕괴 사고가 일어났다. 원인 조사 결과, 무량판 구조에 필수 불가결한 보강철근이 대거 빠졌음이 발견되었다. GS건설은 '순살 자이' (동사(同社)의 아파트 브랜드 자이를 뼈 없는 순살치킨에 빗댄 것) 등의 부정적인 별명을 얻으면서 상표 가치가 하락했고, 해당 아파트는 동년 12월 준공 예정이었던 것이 최대 5년 지연될 예정이다.[4]